# Regmatodon secundus
Regmatodon secundus là một loài rêu trong họ Regmatodontaceae. Loài này được Kiaer mô tả khoa học đầu tiên năm 1883.
Danh pháp khoa học của loài này chưa được làm sáng tỏ. 